# Шкрилє (Метлика)
Шкрилє (словен. Škrilje) — поселення в общині Метлика, регіон Південно-Східна Словенія, Словенія.